# Essouvert
Essouvert es una comuna nueva francesa situada en el departamento de Charente Marítimo, de la región de Nueva Aquitania.

## Historia
Fue creada el 1 de enero de 2016, en aplicación de una resolución del prefecto de Charente Marítimo de 6 de noviembre de 2015 con la unión de las comunas de La Benâte y Saint-Denis-du-Pin, pasando a estar el ayuntamiento en la antigua comuna de Saint-Denis-du-Pin.

## Demografía
| Gráfica de evolución demográfica de Essouvert entre 1800 y 2013 |
|                                                                 |

Los datos entre 1800 y 2013 son el resultado de sumar los parciales de las dos comunas que forman la nueva comuna de Essouvert, cuyos datos se han cogido de 1800 a 1999, para las comunas de La Benâte y Saint-Denis-du-Pin de la página francesa EHESS/Cassini. Los demás datos se han cogido de la página del INSEE.

## Composición
| Comuna delegada    | Código INSEE | Población (2013) | Superficie (km²) | Densidad (hab./km²) |
| ------------------ | ------------ | ---------------- | ---------------- | ------------------- |
| La Benâte          | 17040        | 411              | 11.07            | 37                  |
| Saint-Denis-du-Pin | 17277        | 738              | 19.16            | 39                  |